# Jiří Zelenka (1972)
Jiří Zelenka (* 17. srpna 1972 Praha, Československo) je bývalý český hokejový útočník.

## Hráčská kariéra
Držitel čtyř hokejových titulů s týmem HC Sparta Praha, a to v letech 1992/93, 1999/00,2001/02 a 2006/07. Je druhým nejlepším střelcem historie týmu HC Sparta Praha.
- 1990-91 HC Sparta Praha (E)
- 1991-92 HC Sparta Praha (E)
- 1992-93 HC Sparta Praha (E)
- 1993-94 HC Sparta Praha (E)
- 1994-95 HC Sparta Praha (E)
- 1995-96 HC Sparta Praha (E)
- 1996-97 HC Sparta Praha (E)
- 1997-98 HC Sparta Praha (E)
- 1998-99 HC Sparta Praha (E)
- 1999-00 HC Sparta Praha (E)
- 2000-01 HC Sparta Praha (E)
- 2001-02 Blues Espoo (FIN1), HC Sparta Praha (E)
- 2002-03 HC Sparta Praha (E)
- 2003-04 Woelfe Freiburg (GER1)
- 2004-05 Woelfe Freiburg (GER2)
- 2005-06 HC Sparta Praha (E), HC Lasselsberger Plzeň (E)
- 2006-07 HC Lasselsberger Plzeň (E), HC Sparta Praha (E)
- 2007-08 HC Sparta Praha (E), HC Kometa Brno (1. liga)
- 2008-09 NED Hockey Nymburk (2. liga), HC Tábor (2. liga)
- 2012-13 HC Trutnov (KP)

### Po ukončení kariéry
V současnosti působí jako trenér u mládeže v týmu HC Sparta Praha.

### Rodina
Syn Jakub Zelenka působí jako videokouč u české reprezentace a u týmu HC Sparta.